# Соли аммония
Соли аммония — соли, содержащие аммоний, NH4+; по строению, цвету и другим свойствам похожи на соответствующие соли натрия. Все соли аммония хорошо растворимы в воде, кроме метаванадата аммония NH4VO3 и триметаванадата аммония (NH4)3V3O9 и полностью диссоциируют в водном растворе. Соли аммония проявляют общие свойства солей. При действии на них щёлочи выделяется газообразный аммиак. Все соли аммония при нагревании разлагаются.

## Применение
- Нитрат аммония (аммиачная селитра) NH4NO3 применяют как азотные удобрения и для изготовления взрывчатых веществ — аммонитов;
- Сульфат аммония (NH4)2SO4 — как дешёвое азотное удобрение;
- Гидрокарбонат аммония NH4HCO3 и карбонат аммония (NH4)2CO3 — в пищевой промышленности при производстве мучных кондитерских изделий в качестве химического разрыхлителя, при крашении тканей, в производстве витаминов, в медицине;
- Хлорид аммония (нашатырь) NH4Cl — в гальванических элементах (сухих батареях), при пайке и лужении, в текстильной промышленности, как удобрение, в ветеринарии, в медицине.

## Химические свойства солей аммония
1. Сильные электролиты, диссоциируют в водных растворах:

{\displaystyle {\mathsf {NH_{4}Cl\rightarrow NH_{4}^{+}+Cl^{-}}}}
При нагревании разлагаются:
- если кислота летучая

{\displaystyle {\mathsf {NH_{4}Cl\rightarrow NH_{3}+HCl}}}
{\displaystyle {\mathsf {NH_{4}HCO_{3}\rightarrow NH_{3}+H_{2}O+CO_{2}}}}
- если анион проявляет окислительные свойства

{\displaystyle {\mathsf {NH_{4}NO_{3}\rightarrow N_{2}O+2H_{2}O}}}
{\displaystyle {\mathsf {(NH_{4})_{2}Cr_{2}O_{7}\rightarrow N_{2}+Cr_{2}O_{3}+4H_{2}O}}}
Вступают в реакции обмена:
- с кислотами:

{\displaystyle {\mathsf {(NH_{4})_{2}CO_{3}+2HCl\rightarrow 2NH_{4}Cl+H_{2}O+CO_{2}}}}
- c солями:

{\displaystyle {\mathsf {(NH_{4})_{2}SO_{4}+BaCl_{2}\rightarrow BaSO_{4}+2NH_{4}Cl}}}
Соли аммония подвергаются гидролизу (как соль слабого основания и сильной кислоты):
{\displaystyle {\mathsf {NH_{4}Cl+H_{2}O\rightarrow NH_{4}OH+HCl}}}
При нагревании со щелочами выделяют аммиак (качественная реакция на ион аммония):
{\displaystyle {\mathsf {NH_{4}Cl+NaOH\rightarrow NaCl+NH_{3}+H_{2}O}}}

## Получение
Получают соли аммония при взаимодействии аммиака или гидроксида аммония с кислотами:
{\displaystyle {\mathsf {2NH_{3}+H_{2}SO_{4}\rightarrow (NH_{4})_{2}SO_{4}}}}
Реакция аммиака с хлором — качественная реакция на хлор:
{\displaystyle {\mathsf {8NH_{3}+3Cl_{2}\rightarrow N_{2}+6NH_{4}Cl}}}